# Grevelingendam

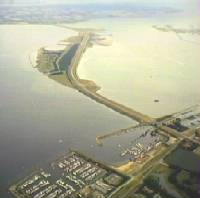
Luftbild des Grevelingendam

Der von 1958 bis 1965 gebaute sechs Kilometer lange Grevelingendam ist Bestandteil der niederländischen Deltawerke. Er liegt zwischen Schouwen-Duiveland (Provinz Zeeland) und Goeree-Overflakkee (Provinz Südholland).
Der Damm ist länger als der Zandkreekdam und der Veerse Gatdam. Für den Bau dieses Damms mussten neue Techniken entwickelt werden. Ein Teil des Damms wurde mit Hilfe von Kabelbahnen errichtet. Mit ihnen wurden Steine an der Baustelle ins Wasser gekippt. Jede Gondel hatte eine Nutzlast von zehn Tonnen. Die übrigen Teile wurden aufgespült oder mit Caissons gebaut, die man versenkte und mit Sand füllte.
Der Grevelingendam wurde nicht nur gegen das Nordseewasser gebaut, sondern diente auch zur Unterstützung beim Bau des Haringvlietdams (1956–72), des Brouwersdams und dem Oosterschelde-Sturmflutwehr. Hätte man zuerst den Brouwersdam gebaut, wäre das Wasser aus dem Grevelingenmeer über das Haringvliet oder die Oosterschelde zur Nordsee geströmt. Diese Strömung war aber unerwünscht.

## Schleusen
Als der Damm fertig war, wurde eine Schleuse gebaut. Sie dient der Berufs- und Freizeitschifffahrt und durch sie musste auch das Baumaterial für den Bau des Brouwerdams transportiert werden. Um auch die Baufahrzeuge schleusen zu können, wurde die Schleusenkammer 125 m lang und 16 m breit, mit einer Drempeltiefe von 5,5 m unter Amsterdamer Pegel (NAP). Außer der Schleusung wird mit der Schleuse auch der Wasserhaushalt des Grevelingenmeers geregelt. Über den Damm führt die N 59. Am südlichen Ende des Damms schließt der Philipsdam an.
Mit der Wiederinbetriebnahme der seit 1987 geschlossenen Flakkeese Spuisluis, die 2017 zudem vergrößert und verändert wurde, besteht nun eine Verbindung zwischen Osterschelde und dem Grevelingen, dies sowohl bei Flut als auch bei Ebbe auf der Osterschelde. Der Wasseraustausch erfolgt seit 2017 erstmals in beiden Richtungen und soll die Wasserqualität im Grevelingenmeer verbessern helfen.